# غريغ غاريت (مدون)
غريغ غاريت (بالإنجليزية: Greg Garrett)‏ هو مدون أمريكي، ولد في 6 نوفمبر 1961 في أوكلاهوما سيتي في الولايات المتحدة.